# Masahiro Akimoto
Masahiro Akimoto, (jap. 秋元 正博) född 3 september 1956 i Sapporo, är japansk tidigare backhoppare. Han representerade Jisaki Industry.

## Karriär
Masahiro Akimoto debuterade internationellt under tysk-österrikiska backhopparveckan i Schattenbergschanze i Oberstdorf i dåvarande Västtyskland 30 december 1979. Tävlingen ingick i den nystartade världscupen och Akimoto blev nummer 61. Akimoto var bland de tio bästa i en deltävling i världscupen första gången på hemmaplan i Sapporo 12 januari 1980. Då blev han nummer sju i en tävling som vanns av landsmannen Hirokazu Yagi. Dagen efter vann Akimoto sin första världscupseger i samma backen. Han har tillsammans fyra segrar i deltävlingar i världscupen, en i Štrbské Pleso i Tjeckien och tre i Sapporo. Den sista kom 10 februari 1985. Akimoto tävlade 6 säsonger i världscupen. Han var som bäst i den allra första världscupsäsongen, 1979/1980, då han blev nummer fem sammanlagt.
Akimoto deltog i olympiska spelen 1980 i Lake Placid i USA. I tävlingen i stora backen blev han nummer 10 i stora backen. I normalbacken blev han nummer fyra, 17,8 poäng efter segrande Toni Innauer från Österrike och endast 0,7 poäng efter Hirokazu Yagi och östtyska Manfred Deckert som delade silvermedaljen. 
Under Skid-VM 1982 i Holmenkollen i Oslo lyckades inte Akimoto. Han blev nummer 41 i normalbacken (Midtstubakken) och nummer 53 av 55 startande i stora backen. I Skid-VM 1985 i Seefeld in Tirol i Österrike startade Akimoto i alla grenar. Han blev nummer 21 i normalbacken och nummer 32 i den individuella tävlingen i stora backen. I lagtävlingen blev Japan nummer 6.
Masahiro Akimoto hoppade i sin sista världscuptävling 1 mars 1986 i normalbacken i Lahtis i Finland. Han blev nummer 10 i sista tävlingen. Sedan avslutade han sin aktiva backhoppningskarriär.

## Senare karriär
Efter avslutad idrottskarriär har Masahiro Akimoto bland annat varit aktiv inom politiken. Han var 2005 vice ordförande i lokalpartiet Shintō Daichi och ställde upp som kandidat under parlamentsvalet i Hokkaidō valkrets, men kunde inte hävda sig mot kandidaterna för de etablerade partierna.